# Windisch János Teofil
Windisch János Teofil (Pozsony, 1689. augusztus 16. – Pozsony, 1732. május 4.) – orvos, botanikus.

## Életrajza
1710-től a jénai, majd az erfurti egyetemen tanult. 1714-ben lett orvosdoktor. Előbb Bazinban, majd 1718-tól Pozsonyban volt gyakorló orvos. Különösen mint gyermekorvos volt ismert. Pozsony környékén botanizált, ő vezette be a botanikába Loew K. Frigyest.
Flora pannonica seu Posoniensis című műve kéziratban elveszett. Tagja volt az osztrák természettudományi akadémiának.

## Főbb munkái
- Dissertatio inaug. med. De languore Pannonico (Erfordiae, 1714)
- Disputatio medica de morbo patechiali epidemico (Jenae, 1716)